# Jiří Černý (językoznawca)
Jiří Černý (ur. 29 lutego 1936 w Hradcu Králové) – czeski profesor językoznawstwa. Specjalizuje się w romanistyce i iberystyce. Pracownik Katedry Romanistyki na Wydziale Filologicznym Uniwersytetu Palackiego w Ołomuńcu.

## Publikacje
- Dějiny lingvistiky, 1996, ISBN 80-85885-96-4.
- Úvod do studia jazyka, 1998, ISBN 80-85839-24-5.
- Sémiotika (wraz z Janem Holešem), 2004, ISBN 80-7178-832-5.
- Malé dějiny lingvistiky, 2005, ISBN 80-7178-908-9.
- Kdo je kdo v dějinách české lingvistiky (wraz z Janem Holešem), 2008, ISBN 978-80-7277-369-5.
- Španělsko-český slovník amerikanismů  = Diccionario de americanismos español-checo, 2018, ISBN 978-80-244-5371-2.